# 지륙현
지륙현(知六縣) 또는 지육현(地育縣)은 지금의 서산시 지곡면 일대에 있던 지역이다.
전자는 백제시대의 명칭이고 후자는 신라시대 경덕왕대부터의 명칭이라지만 표기만 다른 것일 뿐 같은 말이다.

## 유래,역사
- 마한시대에 치리국국(致利鞠國)이라는 나라가 있었다.[1] 치리국국은 인구 3만 안팎의 소국이었다.
- 서기 9년에 마한의 영역 대부분이 백제에 합병되면서 백제의 지배하에 들어갔다. 그 후로도 한동안 백제가 대외적으로 마한을 자칭하고 마한의 체제를 계승하여 백제의 지배하에서 소국체제가 계속되었다.
- 백제의 행정체제가 정비되면서 지륙현과 기군(期郡)이 설치되었다.
- 757년 경덕왕 16년 행정체제 개편으로 기군이 부성군(富城郡)으로 개명했다. 부성군의 치소가 지륙면 영내에 있어서 다른 곳과는 달리 이례적으로 군청과 현청이 한 곳에 치소를 두고 있었다. 또한 당시에 서산의 중심이 지곡면일대이기도 했던 것이다.
- 고려시대에 지육현이 지곡현(地谷縣)으로 개명했다. 부성군은 현으로 강등되었다.
- 1018년 고려 현종 9년의 행정구역 개편 때 부성현에 통폐합되었다.
- 1182년 고려 명종 12년 부성현 현위의 학정으로 현민들이 들고 일어나 현위가 사는 마을을 공격하는 부성민란이 일어나 부성현이 혁파되어 운주에 강제 합병되었다가 이후에 복군되었다. 그러나 치소는 지곡면에서 지금의 서산시내로 이전되었다.